# M-Base
M-Base es el nombre de un colectivo y una corriente estilística de jazz-funk, nacidos en Brooklyn, Nueva York.
Se trataba, inicialmente, de una organización colectiva de jóvenes músicos afroamericanos, entre los que se incluían Steve Coleman, Graham Haynes, Cassandra Wilson, Geri Allen, Robin Eubanks y Greg Osby, que se presentaron con un nuevo sonido e ideas específicas sobre la expresión creativa. Usando un término acuñado por Steve Coleman, llamaron a estas ideas "M-Base-concept" (especie de acrónimo de "macro-basic array of structured extemporization") y posteriormente los críticos utilizaron la expresión para dar nombre al movimiento y a la escena de jazz que representaron. Sin embargo Coleman insistía en que "M-Base" no es un estilo musical, sino una forma de pensar respecto a la creatividad musical. El movimiento incluyó también a bailarines y poetas.

## Música asociada al colectivo "M-Base"
En el año 1991, un significativo número de participantes en el colectivo, grabaron el álbum "Anatomy of a Groove". Muchos de ellos habían contribuido previamente en los CDs del saxofonista Steve Coleman, cuya creatividad había sido el pivote básico de desarrollo del concepto, aunque siempre rechazó ser llamado líder o fundador. Coleman y su amigo Greg Osby, que toca el saxo alto, lideraron juntos el grupo “Strata Institute”, que grabó dos CD (el segundo con el saxo tenor Von Freeman, como líder adicional).
En líneas generales, su propuesta musical buscaba aproximar su música, muy influida por Ornette Coleman, a los movimientos musicales contemporáneos, entre ellos el funk y el hip hop, intentando recuperar los principios rítmicos de la Great Black Music. Entre los músicos que forman parte del movimiento, además de los citados, están Gary Thomas, Jason Moran, Kenny Davis, Lonnie Plaxico, Kelvin Bell, David Gilmore, Jean-Paul Bourelly, Meshell Ndegeocello y Marvin "Smitty" Smith.

## Evolución del colectivo
Las ideas del colectivo M-Base no fueron totalmente compatibles con el desarrollo del negocio musical. Muchos de sus miembros acabaron regresando al jazz más convencional. Cassandra Wilson recuperó una fórmula con influencias blues y pop folk que logró grandes audiencias. Wilson firmó para Blue Note a partir de 1993. Dos de los discos de Gary Thomas fueron muy celebrados por Down Beat, a pesar de lo cual sólo consiguió contratos discográficos con pequeñas compañías europeas. Desde 1997 ha dedicado su carrera a la enseñanza en el Peabody Music Institute. Greg Osby firmó con Blue Note Records en 1990, y desarrolla una equilibrada música entre la tradición y las nuevas ideas. En 2008, Osby organizó su propio sello discográfico. Steve Coleman es quien mejor ha desarrollado su música conforme al concepto M-Base. En los años 1990, sus CD fueron editados por BMG. A partir de ahí, casi pasó a ser un artista "underground" y sólo publica en sellos menores. En 2007, el sello de John Zorn, Tzadik Records, publicó un CD de Coleman. En 2010, Pi Recordings realizó una edición de nuevas grabaciones del saxofonista.